# Список гравців англійської Прем'єр-ліги, які забили 100 та більше голів

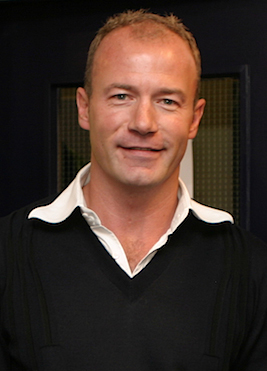
Алан Ширер перший гравець, який забив 100 голів у Прем'єр-лізі

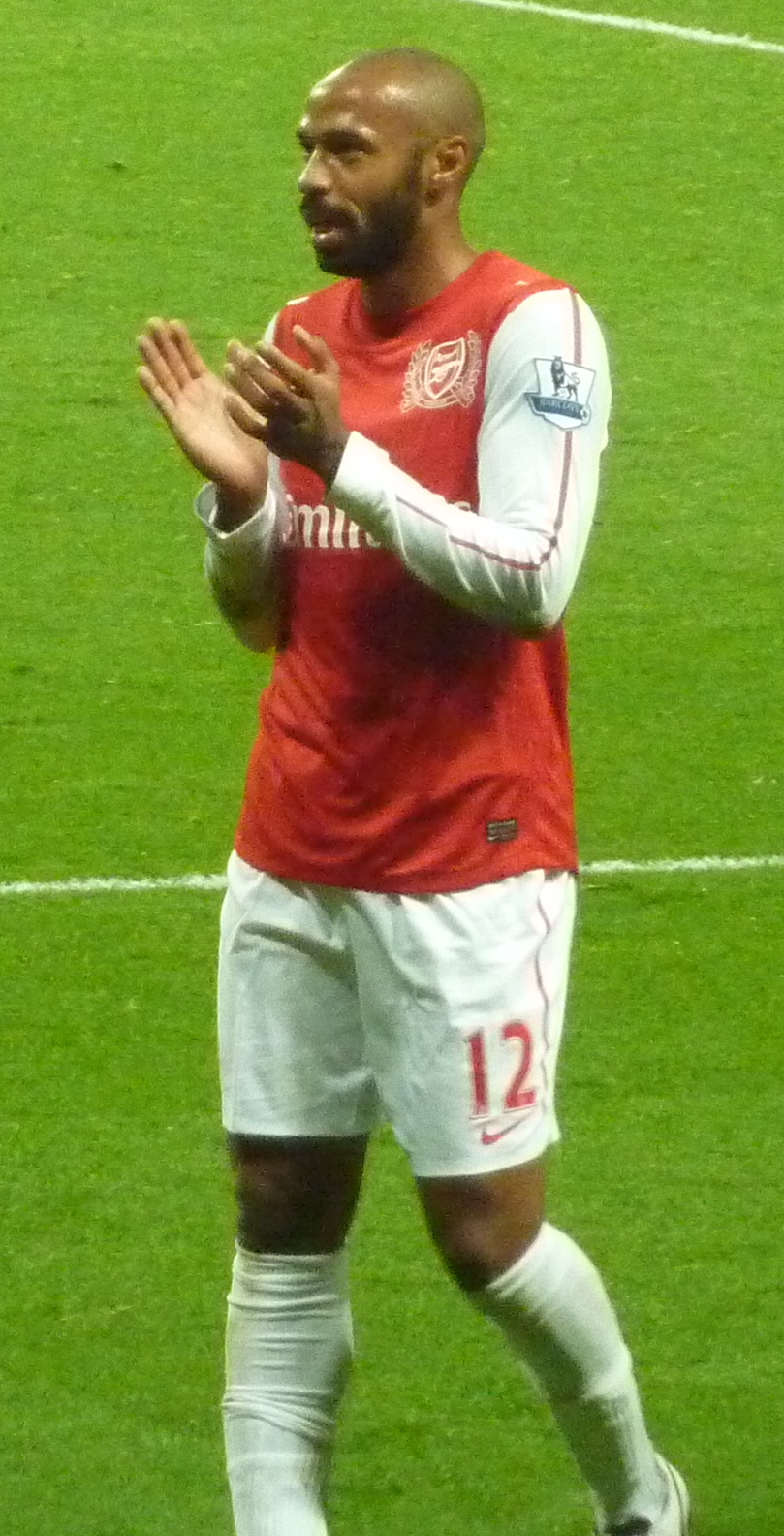
Тьєррі Анрі забив 175 голів

З початку створення Прем'єр-ліги у сезоні 1992-93 34 гравці забили 100 та більше голів у рамках змагання.
У сезоні сезоні 1995-96 Алан Ширер став першим гравцем, який досяг показника у 100 голів.

## Гравці
Станом на 25 травня 2025
- Жирним шрифтом позначено гравців, які виступають у Прем'єр-лізі.
- Курсивом позначено гравців, які виступають в інших лігах на професійному рівні.

| №  | Гравець                   | Голи | Матчі | Голів за матч | Роки      | Клуби (Голи/Матчі) |
| -- | ------------------------- | ---- | ----- | ------------- | --------- | --- |
| 1  | Алан Ширер                | 260  | 441   | 0.59          | 1992–2006 | «Блекберн Роверз» (112/138), «Ньюкасл Юнайтед» (148/303) |
| 2  | Гаррі Кейн                | 213  | 320   | 0.67          | 2012–2023 | «Тоттенгем Готспур» (213/317), «Норвіч Сіті» (0/3) |
| 3  | Вейн Руні                 | 208  | 491   | 0.42          | 2002–2018 | «Евертон» (25/98), «Манчестер Юнайтед» (183/393) |
| 4  | Енді Коул                 | 187  | 414   | 0.45          | 1993–2006 | «Ньюкасл Юнайтед» (43/58), «Манчестер Юнайтед» (93/195), «Блекберн Роверз» (27/83), «Фулгем» (12/31), «Манчестер Сіті» (9/22), «Портсмут» (3/18), «Сандерленд» (0/7)  |
| 5  | Мохаммед Салах            | 186  | 301   | 0.62          | 2014–2025 | «Челсі» (2/13), «Ліверпуль» (184/288) |
| 6  | Серхіо Агуеро             | 184  | 275   | 0.67          | 2011–2021 | «Манчестер Сіті» (184/275) |
| 7  | Френк Лемпард             | 177  | 609   | 0.29          | 1996–2015 | «Вест Гем Юнайтед» (24/148), «Челсі» (147/429), «Манчестер Сіті» (6/32)                                                                                               |
| 8  | Тьєррі Анрі               | 175  | 258   | 0.68          | 1999–2012 | «Арсенал» (175/258) |
| 9  | Роббі Фаулер              | 163  | 379   | 0.43          | 1993–2008 | «Ліверпуль» (128/266), «Лідс Юнайтед» (14/30), «Манчестер Сіті» (21/80), «Блекберн Роверз» (0/3)                                                                      |
| 10 | Джермейн Дефо             | 162  | 496   | 0.33          | 2001–2018 | «Вест Гем Юнайтед» (18/74), «Тоттенгем Готспур» (91/276), «Портсмут» (15/31), «Сандерленд» (34/87), «Борнмут» (4/28)                                                  |
| 11 | Майкл Оуен                | 150  | 326   | 0.46          | 1997–2013 | «Ліверпуль» (118/216), «Ньюкасл Юнайтед» (26/71), «Манчестер Юнайтед» (5/31), «Сток Сіті» (1/8)                                                                       |
| 12 | Лес Фердінанд             | 149  | 351   | 0.42          | 1992–2004 | «Квінз Парк Рейнджерс» (60/110), «Ньюкасл Юнайтед» (41/68), «Тоттенгем Готспур» (33/118), «Вест Гем Юнайтед» (2/14), «Лестер Сіті» (12/29), «Болтон Вондерерз» (1/12) |
| 13 | Тедді Шерінгем            | 146  | 418   | 0.35          | 1992–2006 | «Ноттінгем Форест» (1/3), «Тоттенгем Готспур» (97/236), «Манчестер Юнайтед» (31/104), «Портсмут» (9/32), «Вест Гем Юнайтед» (8/43)                                    |
| 14 | Джеймі Варді              | 145  | 342   | 0.42          | 2014–2025 | «Лестер Сіті» |
| 15 | Робін ван Персі           | 144  | 280   | 0.51          | 2004–2015 | «Арсенал» (96/194), «Манчестер Юнайтед» (48/86) |
| 16 | Джиммі Флойд Гассельбайнк | 127  | 288   | 0.44          | 1997–2007 | «Лідс Юнайтед» (34/69), «Челсі» (69/136), «Мідлсбро» (22/58), «Чарльтон Атлетік» (2/25)                                                                               |
| 16 | Сон Хин Мін               | 127  | 333   | 0.38          | 2015–2025 | «Тоттенгем Готспур» |
| 18 | Роббі Кін                 | 126  | 349   | 0.36          | 1999–2012 | «Ковентрі Сіті» (12/31), «Лідс Юнайтед» (13/46), «Тоттенгем Готспур» (91/238), «Ліверпуль» (5/19), «Вест Гем Юнайтед» (2/9), «Астон Вілла» (3/6)                      |
| 19 | Ніколя Анелька            | 125  | 364   | 0.34          | 1997–2014 | «Арсенал» (23/65), «Ліверпуль» (4/20), «Манчестер Сіті» (37/89), «Болтон Вондерерз» (21/53), «Челсі» (38/125), «Вест-Бромвіч Альбіон» (2/12)                          |
| 20 | Двайт Йорк                | 123  | 375   | 0.33          | 1992–2009 | «Астон Вілла» (60/179), «Манчестер Юнайтед» (48/96), «Блекберн Роверз» (12/60), «Бірмінгем Сіті» (2/13), «Сандерленд» (1/27)                                          |
| 20 | Рахім Стерлінг            | 123  | 396   | 0.31          | 2012–2025 | «Ліверпуль» (18/95), «Манчестер Сіті» (91/225), «Челсі» (14/59), «Арсенал» (0/17)                                                                                     |
| 22 | Ромелу Лукаку             | 121  | 278   | 0.44          | 2011–2022 | «Челсі» (8/36), «Вест-Бромвіч Альбіон» (17/35), «Евертон» (68/141), «Манчестер Юнайтед» (28/66)                                                                       |
| 23 | Стівен Джеррард           | 120  | 504   | 0.24          | 1998–2015 | «Ліверпуль» (120/504) |
| 24 | Іан Райт                  | 113  | 213   | 0.53          | 1992–1999 | «Арсенал» (104/191), «Вест Гем Юнайтед» (9/22) |
| 25 | Садіо Мане                | 111  | 263   | 0.42          | 2014–2022 | «Саутгемптон» (21/67), «Ліверпуль» (90/196) |
| 25 | Діон Даблін               | 111  | 312   | 0.36          | 1992–2004 | «Манчестер Юнайтед» (2/12), «Ковентрі Сіті» (61/145), «Астон Вілла» (48/155)                                                                                          |
| 27 | Еміль Гескі               | 110  | 516   | 0.21          | 1995–2012 | «Лестер Сіті» (33/124), «Ліверпуль» (39/150), «Бірмінгем Сіті» (14/68), «Віган Атлетік» (15/82), «Астон Вілла» (9/92)                                                 |
| 28 | Раян Гіггз                | 109  | 632   | 0.17          | 1992–2014 | «Манчестер Юнайтед» (109/632) |
| 29 | Пітер Крауч               | 108  | 468   | 0.23          | 2002–2019 | «Астон Вілла» (6/37), «Саутгемптон» (12/27), «Ліверпуль» (22/85), «Портсмут» (11/38), «Тоттенгем Готспур» (12/73), «Сток Сіті» (45/202), «Бернлі» (0/6)               |
| 30 | Пол Скоулз                | 107  | 499   | 0.21          | 1994–2013 | «Манчестер Юнайтед» (107/499) |
| 31 | Даррен Бент               | 106  | 276   | 0.38          | 2001–2014 | «Іпсвіч Таун» (1/5), «Чарльтон Атлетік» (31/68), «Тоттенгем Готспур» (18/60), «Сандерленд» (32/58), «Астон Вілла» (21/61), «Фулгем» (3/24)                            |
| 32 | Дідьє Дрогба              | 104  | 254   | 0.41          | 2004–2015 | «Челсі» (104/254) |
| 33 | Кріштіану Роналду         | 103  | 236   | 0.44          | 2003–2022 | «Манчестер Юнайтед» (103/236) |
| 34 | Метью Ле Тісьє            | 100  | 270   | 0.37          | 1992–2002 | «Саутгемптон» (100/270) |